# The Ultraman
The Ultraman (jap. ザ★ウルトラマン, Za Urutoraman) ist eine Anime-Fernsehserie von 1979. Das Werk des Studio Sunrise ist in die Genres Abenteuer, Action und Science-Fiction einzuordnen. Es ist eine animierte Neuauflage der älteren Fernsehserie Ultraman von Eiji Tsuburaya. Weitere Verfilmungen der alten Serie waren 1983 der Kurzfilm Ultraman Kids, 1987 der japanisch-amerikanische Film Ultraman: The Adventure Begins, 1990 Ultraman Graffiti, 1996 Ultraman Company und 1999 Ultraman: Love and Peace.

## Inhalt
In der Zukunft wird eine deutlich fortschrittlichere Zivilisation entdeckt, die in einer anderen Dimension leben. Die sogenannten „Ultrans“ haben bereits früher die Erde besucht und nun wird der junge Pilot Hikari zu ihnen gesandt. Dort verknüpft er sein Leben mit dem eines Ultrans und kann sich von da an mittels eines Sterns auf seiner Stirn in Ultraman Joneas (ウルトラマンジョーニアス) verwandeln. So kann er die Menschheit vor diversen Monstern und Außerirdischen beschützen, die sie bedrohen.

## Produktion und Veröffentlichung
Die Serie wurde 1979 beim Studio Sunrise unter der Regie von erst Hisayuki Toriumi dann Takeyuki Kanda animiert. Die künstlerische Leitung und das Character Design stammt von Tsuneo Ninomiya, das Mechanic Design von Kunio Ōkawara und Shōji Kawamori. Produziert wurde die Serie von TBS und Tsuburaya Productions.
Am 25. Juni 2008 wurde die Serie in einer 10-teiligen DVD-Box erneut veröffentlicht.
Die Serie wurde vom 4. April 1979 bis zum 26. März 1980 von TBS in Japan ausgestrahlt. Eine spanische Übersetzung wurde von TVE gesendet. In den USA kam 1981 der Film The Adventures of Ultraman heraus, ein Zusammenschnitt einiger Folgen der Serie. Eine Übersetzung der ersten vier Folgen erschien außerdem unter dem Titel Ultraman II: The Further Adventures of Ultraman.

### Synchronsprecher
| Rolle                   | Japanische Stimme |
| ----------------------- | ----------------- |
| Ultraman                | Masatō Ibu        |
| Erzähler                | Eiji Kanie        |
| Schwein                 | Jumpei Takiguchi  |
| Professor Henry Nishiki | Kazuo Kumakura    |
| Chōichirō Hikari        | Kei Tomiyama      |

### Musik
Der Soundtrack zur Serie stammt von Kunio Miyauchi und Tōru Fuyuki.
Der Vorspann der Serie wurde unterlegt mit dem Lied The Ultraman, für den Abspann verwendete man Ai no Yūsha-tachi (愛の勇者たち). Beide Lieder wurden gesungen von Isao Sasaki, komponiert von Kunio Miyauchi und geschrieben von Yū Aku.

## Rezeption
Laut Anime Encyclopedia bietet die Serie einige der „herrlichsten albernen Monster, die je ein Franchise geschmückt haben“. Die Darstellung der Verwandlungen Ultramans seien eine Anleihe aus dem Magical-Girl-Genre, in dem junge Mädchen durch Verwandlungen besondere Fähigkeiten erhalten. Zusammen mit der älteren Fernsehserie hat The Ultraman viele spätere Serien beeinflusst und wird in diesen zitiert, so Tetsuwan Birdy, Project A-ko, Urusei Yatsura, Patlabor 1 und Doctor Slump. Mit Ultranyan kam 1997 auch eine Parodie heraus.